# GJC3
GJC3‏ (Gap junction protein gamma 3) هوَ بروتين يُشَفر بواسطة جين GJC3 في الإنسان.